# Baixada Maranhense (tiểu vùng)
Baixada Maranhense là một tiểu vùng thuộc bang Maranhão, Brasil. Tiều vùng này có diện tích 17579 km², dân số năm 2007 là 474929 người.